# Pak Kasur
Pour les articles homonymes, voir Kasur (homonymie).
 (février 2021).
Pak Kasur (Purbalingga, Java central, 26 juillet 1912 - 26 juin 1992) est une figure de l'éducation indonésienne, auteur-compositeur pour enfants.